# Brigadeiro
Brigadeiro (portugiesisch für Brigadier) wird eine Art Trüffelpraline genannt, welche zu den Spezialitäten der brasilianischen Küche gezählt wird. Inzwischen ist die Praline auch in Portugal populär geworden. Die Kokosnussversion des Brigadeiro ist Beijinho (portugiesisch: kleiner Kuss).

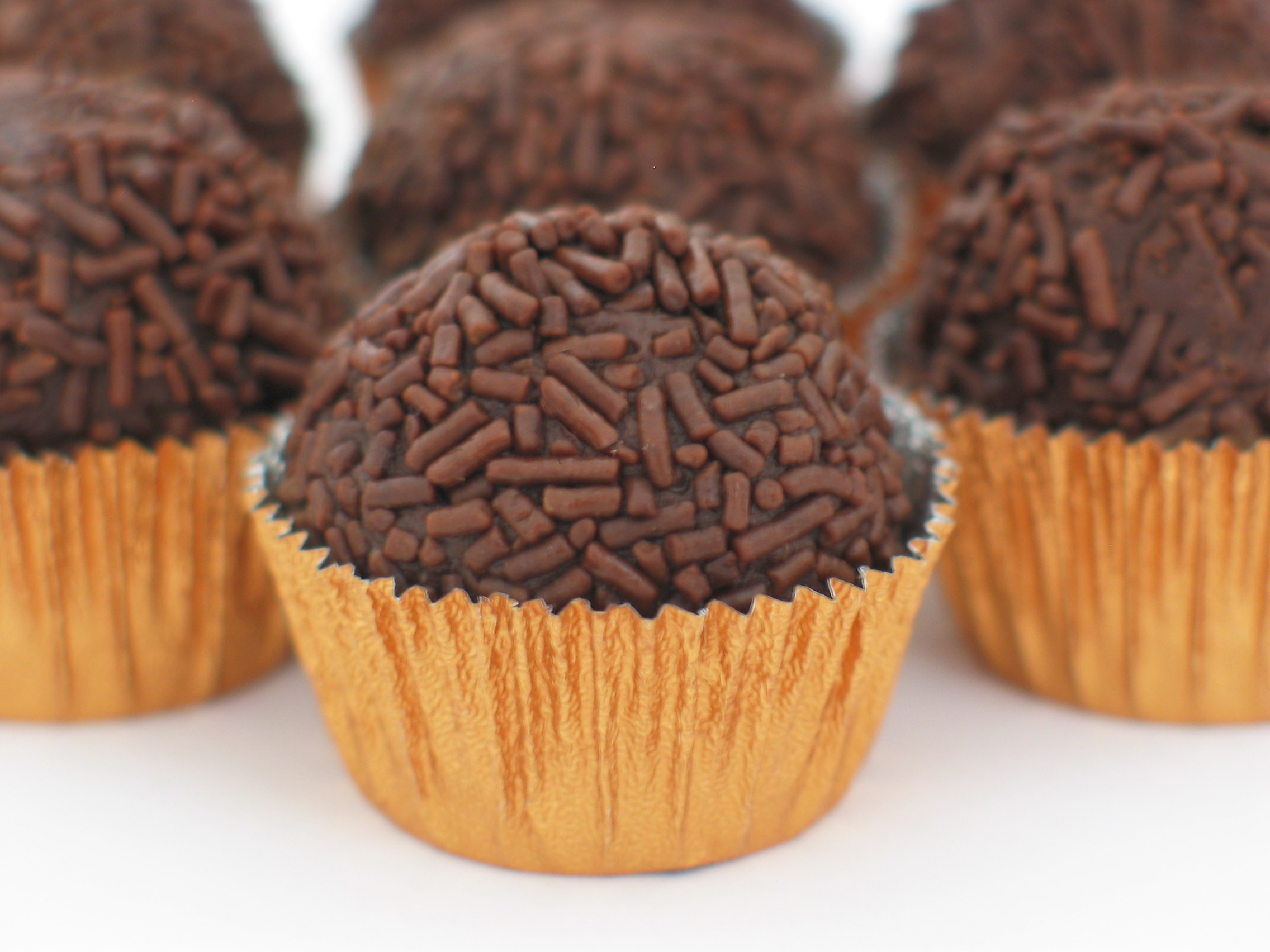
Brigadeiro

## Geschichte
Die Süßigkeit wurde erstmals in den 1940ern hergestellt und ist nach dem brasilianischen Politiker Eduardo Gomes (1896–1981) benannt. Gomes, genannt „Brigadeiro“, war Offizier der brasilianischen Luftwaffe und zweimal Minister. Im Rahmen von Wahlkampfveranstaltungen 1946 zur ersten der zwei fehlgeschlagenen Präsidentschaftskandidaturen Gomes’ sollen die „Brigadeiros“ erfunden worden sein, laut verschiedenen kursierenden Legenden.

## Zutaten und Zubereitung
Zutaten sind gezuckerte Kondensmilch, Butter und Kakaopulver. Diese werden zusammen erhitzt, zu Bällchen geformt und in Schokoladenstreuseln gerollt.